# Sebastian Piątkowski
Sebastian Piątkowski (ur. 1970) – polski historyk, dr hab. nauk historycznych o specjalności historia najnowsza, archiwistyka. Specjalizuje się w zagadnieniach dotyczących historii społeczno-gospodarczej centralnych ziem polskich w XIX i XX wieku.

## Życiorys
Jest absolwentem II LO im. Marii Konopnickiej w Radomiu. W 1993 r. ukończył studia historyczne na Uniwersytecie Marii Curie-Skłodowskiej w Lublinie, a w 1999 r. uzyskał na tej samej uczelni stopień doktora nauk humanistycznych w zakresie historii najnowszej. W 2017 r. rada Wydziału Humanistycznego Uniwersytetu Jana Kochanowskiego w Kielcach nadała mu stopień doktora habilitowanego w dyscyplinie historia. Ponadto ukończył studia podyplomowe z zakresu samorządu terytorialnego i administracji rządowej.
Pracował w Archiwum Państwowym w Radomiu (m.in. na stanowisku Kierownika Oddziału Informacji, Ewidencji i Udostępniania) oraz w Naczelnej Dyrekcji Archiwów Państwowych. Pracuje w Instytucie Pamięci Narodowej – Komisji Ścigania Zbrodni przeciwko Narodowi Polskiemu. Był członkiem Radomskiego Towarzystwa Naukowego (w latach 2001–2007 prezesem), Polskiego Towarzystwa Historycznego oddział w Pionkach oraz Stowarzyszenia Archiwistów Polskich.

## Publikacje (wybór)

### Monografie
- Parafia Podwyższenia Krzyża Świętego w Zwoleniu 1425–2002. Monografia historyczna, [współautor Andrzej Szymanek], Zwoleń 2002, ISBN 839-16-80800
- Dni życia, dni śmierci. Ludność żydowska w Radomiu w latach 1918–1950, Warszawa 2006, ISBN 838-91-1531X
- Cena poświęcenia. Zbrodnie na Polakach za pomoc udzieloną Żydom w rejonie Ciepielowa, [współautor Jacek A. Młynarczyk], Kraków 2007, ISBN 978-83-8783-262-9
- The price of sacrifice. Crimes against Poles for aiding Jews in the region of Ciepielów, [współautor Jacek A. Młynarczyk], Kraków 2008, ISBN 978-83-8783-264-3
- Więzienie niemieckie w Radomiu 1939–1945, Lublin 2009, ISBN 978-83-76290-87-4
- Kowala. Wieś powiatu radomskiego i jej okolice od czasów najdawniejszych do schyłku XX wieku, Radom 2011, ISBN 978-83-9328-970-7
- Jedlińsk. Monografia historyczna miejscowości i jej okolic, Radom 2012, ISBN 978-83-77890-69-1
- Okupacja i propaganda. Dystrykt radomski Generalnego Gubernatorstwa w publicystyce polskojęzycznej prasy niemieckiej (1939–1945), Lublin-Radom 2013, ISBN 978-83-76295-84-8
- Kozienice. Monografia miasta i regionu 1945–1990, Kozienice 2013, ISBN 978-83-916882-9-8
- Dzieje Klwowa i parafii klwowskiej do roku 1918, [współautor Dariusz Kupisz], Radom 2015, ISBN 978-83-6375-120-3
- „Twierdzą nam będzie każdy próg...”. Społeczeństwo Ziemi Radomskiej w okresie wojny polsko-bolszewickiej lat 1919–1920, [współautor Przemysław Bednarczyk], Radom 2015, ISBN 978-83-6132-209-2
- Od rajców do Radnych. Samorząd Radomia na przestrzeni wieków, [współautor Dariusz Kupisz], Radom 2016, ISBN 978-83-93175-25-3
- Dzieje Przytyka i okolicznych miejscowości do 1918 roku, [współautor Dariusz Kupisz], Przytyk 2018, ISBN 978-83-77895-22-1
- Fabryka Broni w Radomiu. Historia i współczesność, Radom 2018, ISBN 978-83-77895-27-6
- Radom w latach wojny i okupacji niemieckiej (1939–1945), Lublin-Warszawa 2018, ISBN 978-83-80983-90-8
- Życie codzienne Polaków w Generalnym Gubernatorstwie w świetle ogłoszeń drobnych polskojęzycznej prasy niemieckiej, Warszawa 2021, ISBN 978-83-66340-50-3
- Stulecie Miejskiej Biblioteki Publicznej w Radomiu 1922–2022 [współautorka Marta W. Trojanowska], Radom 2022, ISBN 978-83-63751-68-5
- Dzieje Radomia, T. 2: 1795–1915, [współautor Krzysztof Latawiec], Radom 2023, ISBN 978-83-8782-222-4
- Dzieje Przytyka i okolicznych miejscowości od 1918 r. do czasów współczesnych, [współautor Dariusz Kupisz], Przytyk 2024, ISBN 978-83-7789-744-7
- Józef Grzecznarowski. Niezwykły człowiek w niezwykłych czasach, Radom 2024, ISBN 978-83-87822-34-7
- „W płomieniach zaś ciągle odzywały się jęki...”. Niemieckie zbrodnie na niosących pomoc Żydom Polakach z Ciepielowa i okolic (1942–1943), Warszawa 2025, ISBN 978-83-8376-265-4

### Edycje źródeł
- Gdzie mogił powstańczych kopce... Wspomnienia radomskich weteranów powstania styczniowego, [współredaktor Przemysław Bednarczyk], Radom 2009, ISBN 978-83-92171-78-2
- Relacje o pomocy udzielanej Żydom przez Polaków w latach 1939–1945, T. 1: Dystrykt warszawski Generalnego Gubernatorstwa, Warszawa-Lublin 2019, ISBN 978-83-80985-57-5
- Relacje o pomocy udzielanej Żydom przez Polaków w latach 1939–1945, T. 2: Dystrykt krakowski Generalnego Gubernatorstwa, Warszawa-Lublin 2020, ISBN 978-83-8098-873-6
- Relacje o pomocy udzielanej Żydom przez Polaków w latach 1939–1945, T. 3: Dystrykt lubelski Generalnego Gubernatorstwa, Warszawa-Lublin 2020, ISBN 978-83-8098-934-4
- Relacje o pomocy udzielanej Żydom przez Polaków w latach 1939–1945, T. 4: Dystrykt radomski Generalnego Gubernatorstwa, Warszawa-Lublin 2020, ISBN 978-83-8098-308-3
- Relacje o pomocy udzielanej Żydom przez Polaków w latach 1939–1945, T. 5: Dystrykt Galicja Generalnego Gubernatorstwa i Wołyń, Lublin-Warszawa 2021, ISBN 978-83-8229-355-5
- Relacje o pomocy udzielanej Żydom przez Polaków w latach 1939–1945, T. 6: Białostocczyzna, Nowogródczyzna, Polesie, Wileńszczyzna, Lublin-Warszawa 2022, ISBN 978-83-8229-666-2
- Relacje o pomocy udzielanej Żydom przez Polaków w latach 1939–1945, T. 7: Trzecia Rzesza i ziemie polskie do niej wcielone, Lublin-Warszawa 2023, ISBN 978-83-8229-850-5

### Redakcja naukowa
- Kozienice. Monografia miasta, Kozienice 2004, ISBN 839-16-88232
- Notariat i akta notarialne na ziemiach polskich w XIX–XX wieku, [współredaktor Krzysztof Skupieński], Radom 2004, ISBN 83-88100-15-7
- Robotnicy przemysłowi w realiach PRL, [współredaktor Grzegorz Miernik], Radom–Starachowice 2005, ISBN 83-881001-17-4
- Życie codzienne w PRL (1956–1989), [współredaktor Grzegorz Miernik], Radom-Starachowice 2006, ISBN 978-83-88100-30-7
- Przysucha. Historia miasta od czasów najdawniejszych do 1945 roku, Przysucha 2006, ISBN 978-83-92512-00-4
- Społeczeństwo a władza między Wisłą i Pilicą w latach 1945–1989, [współredaktor Ryszard Śmietanka-Kruszelnicki], Lublin 2012, ISBN 978-83-76293-86-8
- Miasto w nowej odsłonie. Monografia Iłży. T. 1: Od czasów najdawniejszych do 1945 roku, Warszawa 2014, ISBN 978-83-89959-68-3
- Miasta buntu w imperium sowieckim. Konteksty radomskiego Czerwca 1976 roku, [współredaktor Arkadiusz Kutkowski], Lublin-Warszawa 2020, ISBN 978-83-8098-872-9